# Карпеко (дворянский род)
Карпеки — дворянский род.
Потомство Семена Карповича Карпеки, бывшего Глуховским городовым атаманом (1691) и есаулом генеральной войсковой артиллерии (1715—1717). Род внесён во II и III части родословной книги Черниговской губернии.

## Описание герба
Щит полупересечен и рассечен: в первом лазоревом и втором красном полях увенчанная дворянской короной серебряная колонна на зелёном холме. В третьем чёрном поле журавль на зелёном холме, держащий в лапе золотой камень (бдительность).
На щите дворянский коронованный шлем. Нашлемник: возникающий лев. Намёт на щите красный, подложенный золотом. Щитодержатели: два воина с пиками.